# 鮮肉包
鮮肉包是內餡包肉的包子。主要內餡是用新鮮的豬後腿肉，將之絞碎後，在將適當的肥瘦比例混合，加上蔥、薑、糖、醬油、麻油等調味料加以攪拌均勻。